# Goleńsko
Goleńsko [pronunciación en polaco: /ɡɔˈlɛɲskɔ/] es un pueblo en el distrito administrativo de Gmina Chąśno, dentro del Distrito de Łowicz, Voivodato de Łódź, en Polonia central. Se encuentra aproximadamente 6 kilómetros al sur de Chąśno, 6 kilómetros al norte de Łowicz, y 52 kilómetros al noreste de la capital regional, Łódź.